# Бірута (княгиня)

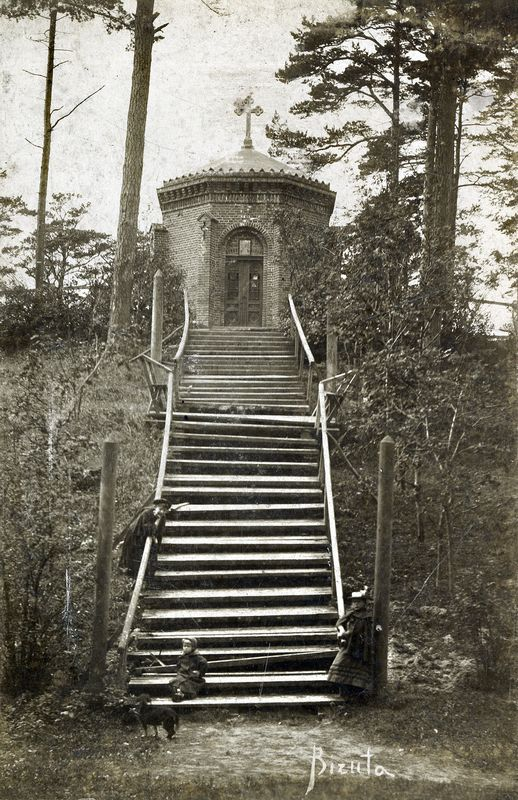
Гора Бірути, Паланґа

Бірута (лит. Birutė, дата народження невідома — †серпень 1382) — велика княгиня литовська (консорт), друга дружина Кейстута. Мати Вітовта Великого.
За легендою, народилася у районі сучасної Паланги й була язичницькою жрицею — вайделоткою, що дала обіт невинності.
За даними В. фон Роткірха, була донькою жмудського боярина Відимунда.
Кейстут закохався у неї, вивіз силою і примусив до шлюбу. Як і чоловік (його задушили за наказом Ягайла), була убита (втоплена).